# 拉梅齊亞泰爾梅
拉梅齊亞泰爾梅是位於義大利南部卡拉布里亞卡坦扎羅省的一個城市。人口約有70000人。